# Eugenia hexovulata
Eugenia hexovulata là một loài thực vật thuộc họ Myrtaceae. Đây là loài đặc hữu của Peru.